# ميشيل ننسي
ميشيل ننسي (بالإنجليزية: Michel Forget)‏ (و. 1942 – م) هو ممثل من كندا. ولد في مونتريال.

## وصلات خارجية
- ميشيل ننسي على موقع IMDb (الإنجليزية)
- ميشيل ننسي على موقع ألو سيني (الفرنسية)
- ميشيل ننسي على موقع أول موفي (الإنجليزية)
- ميشيل ننسي على موقع ديسكوغز (الإنجليزية)
- ميشيل ننسي على موقع قاعدة بيانات الفيلم (الإنجليزية)
- ميشيل ننسي على موقع كينوبويسك (الروسية)